# Parepisparis virescens
Parepisparis virescens är en fjärilsart som beskrevs av W. Warren 1907. Parepisparis virescens ingår i släktet Parepisparis och familjen mätare. Inga underarter finns listade i Catalogue of Life.